# Ecocho
Ecocho é um sistema de busca que visa reduzir as emissões de gases de efeito estufa. Lançado em abril de 2008, o site doa 70% das receitas de publicidade,  possibilitando o plantio de árvores para compensar emissões de gases que provocam o efeito estufa oriundos da indústria.
Para cada mil buscas, garante o Ecocho, uma tonelada de gases de efeito estufa é compensada através do plantio de árvores. No entanto, o montante exato não é dado, nem o número total de pesquisas realizadas no site. Em vez disso, o site mantém um registro das árvores plantadas e de quilogramas da compensação de CO2 .